# 索爾特里弗 (肯塔基州)
索爾特里弗（英語：Salt River）是位於美國肯塔基州布利特縣的一個非建制地區。

## 地理
索爾特里弗所處的海拔為高於海平面135米（即443英呎），而該地所採用的時區為UTC-5，即北美東部時區（EST）。同時該地設有夏令時間，為UTC-5調快一小時，即UTC-4（EDT）。